# Toate fluviile curg în mare
Toate fluviile curg în mare este un film românesc din 2016 regizat de Alexandru Badea. Rolurile principale au fost interpretate de actorii Daniel Popa, Tatiana Iekel.

## Distribuție
Distribuția filmului este alcătuită din:
- Tatiana Iekel — Maria
- Mirela Gorea — Prietena Vioricăi
- Radu Bânzaru — Medic legist
- Profira Serafim — Proprietara magazinului
- Victoria Cociaș — Viorica
- Csaba Ciugulitu — Costi
- Dorina Păunescu — Funcționara bătrână
- Daniel Popa — Radu
- Raluca Petra — Geta
- Alina Suărășan — Funcționara tânără
- Cătălina Moga — Daria